# داود بن عيسى بن موسى الهاشمي
داود بن عيسى بن موسى الهاشمي كان عضوًا في فرع الصف الأول من البيت العباسي في القرن التاسع. كان حاكمًا للمدينة المنورة ومكة المكرمة من عام 811 إلى عام 815 في عهد الخلافة العباسية.

## الحياة المهنية
داود هو ابن عيسى بن موسى. كان والده مسؤولًا عباسيًّا مُهمًّا وقويًّا. وكان لإخوته أيضًا نفوذ كبير في الحكومة العباسية.
وقد عينه ابن عمه البعيد الخليفة الأمين في عام 811. وبقي واليًا طيلة عهد الأمين، إلا أنه بسبب الفتنة الرابعة، غيّر ولاءه لاحقًا إلى منافسه المأمون ربما في عام 812.
وفي مكة ذكّر داود بن عيسى المصلين بأن الأمين هدم عهد هارون الرشيد، وقادهم في البيعة للمأمون. ثم ذهب داود إلى مدينة مرو وعرض نفسه على المأمون. وأقر المأمون داود في ولايته على مكة والمدينة.
خلال حصار بغداد في الفتنة الرابعة، كانت الأمور تسوء، ودخل طاهر بن الحسين (قائد المأمون) إلى المدينة، وسعى الأمين إلى التفاوض للحصول على مخرج آمن. وافق طاهر بن الحسين على مضض بشرط أن يسلم الأمين صولجانه وخاتمه وشعارات الخلافة الأخرى. لكن الأمين، متردد في ذلك، حاول المغادرة على متن قارب. لاحظ طاهر بن حسين السفينة فأرسل رجاله وراء الخليفة، الذي قُبض عليه وأُحضر إلى غرفة حيث أُعدم. ووضع رأسه على باب الأنبار. وينقل الطبري رسالة طاهر إلى الخليفة الجديد المأمون يخبره فيها بأسر الأمين وإعدامه وحالة السلام التي نتجت عن ذلك في بغداد. فأصبح المأمون خليفة.
في عام 815، قدم للمدينة المنورة ثوار موالون للعلويين على رأسهم أبو السرايا السري بن منصور وعينت الحكومة العباسية هارون بن المسيب حاكمًا لها، وأرسله القائد علي بن أبي سعيد. نجح الثوار في الاستيلاء على المدينة لأن داود كان مترددًا في مواجهة الثوار وإراقة الدماء في المدينة المقدسة، في حين كان قائد الحامية المحلية مسرور الكبير يفضل مواجهتهم. وفي النهاية، تخلى داود بن عيسى عن المدينة مع جزء من أتباع العباسيين، وتبعه مسرور الكبير بعد أيام قليلة، بعد أن استنزفت قواته وخاف من انضمام الحجاج إلى المتمردين.